# 国鉄タキ9900形貨車
国鉄タキ9900形貨車（こくてつタキ9900がたかしゃ）とは、1962年（昭和37年）から製作された、ガソリン専用の 35 t 積タンク貨車（私有貨車）である。製造時は日本国有鉄道（国鉄）、1987年（昭和62年）の国鉄分割民営化後に日本貨物鉄道（JR貨物）に車籍を有した。
同一の車体構造で同時に製作された石油類専用タンク車タキ9800形についても本項目で解説する。

## 概要
タキ50000形が採用した異径胴タンク体と、タンク体自らに台枠の機能を付加し従来の台枠を廃した「フレームレス構造」を採用し、国鉄のガソリン専用タンク車初の 35 t 積車として開発された車両である。台枠を有する従来構造の車両に比べ積載効率に優れ、従来形式のタキ3000形やタキ1500形に代わって大量に製作された。同様のタンク体を持つ関連形式は「99系タンク車」とも通称される。
本系列は、1962年から1966年（昭和41年）にかけて、日本車輌製造・三菱重工業ほか9社で2形式合計1,042両が製作された。本系列と並行して、車両メーカー各社で 35 t 積ガソリン専用タンク車が競作されたが、タキ35000形が開発されるまでは事実上の標準形式として本系列が大量に製作された。対抗形式としては通称「10系タンク車」に属するタキ9750形が該当する。
本形式はタンク形状が複雑で製作工程が嵩むことや、台枠側梁の構造に起因する台車軸受への雨水浸入など保守面の難もあって、1966年以降の製作は標準設計方式を採り入れ製作コストの適正化を図ったタキ35000形に移行した。

## 構造
車体は軽量化のため、台枠の側梁を省略し、強度を増したタンク体と一体化したフレームレス構造を採用する。タンク体は普通鋼製で、テーパーのない直円柱形状であるが、中央部の径は両端部より太く、中央部と両端の接続部を斜円錐状の造形とした「魚腹型異径胴」と称される形態である。全長は 13,320 mm で、従来の標準形式タキ3000形より約 1 m 短い。外部塗色は黒色である。
積込設備はマンホールを設けた大型のドームと踏板をタンク上部中央に設け、ドーム上部は球面状の曲面である。北海道など寒冷地向けの一部車両ではドーム上部にも踏板を設ける。取卸はタンク下部中央に設けた吐出管を用いる「下出し方式」である。

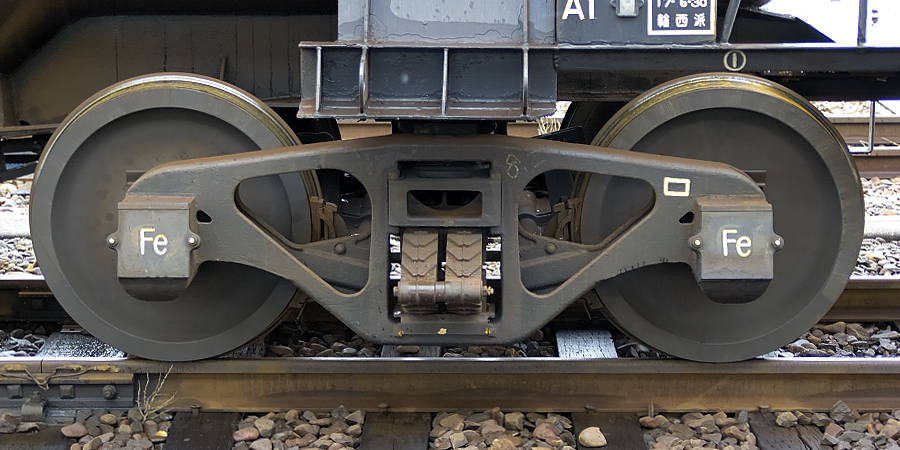
タキ42750形に使用されるTR41C形台車（岩見沢駅、2007年10月）

台車は、鋳鋼製の菱形台車枠をもつベッテンドルフ式で平軸受の TR41C 形を使用するが、後に密封コロ軸受の TR209 形へ換装した車両も多い。ブレーキ装置は積空切替式の自動空気ブレーキと、留置用として車端部のデッキ上に回転ハンドル式の手ブレーキを備える。最高速度は 75 km/h である。

## 形式・形態別詳説

### タキ9900形
35 t 積のガソリン専用タンク車である。1962年3月28日から1966年12月21日にかけて546両（タキ9900 - タキ9999、タキ19900 - タキ19999、タキ29900 - タキ29999、タキ39900 - タキ39998、タキ49900 - タキ49999、タキ59900 - タキ59946） が、日本車輌製造、三菱重工業、川崎車輛、日立製作所、新潟鐵工所、富士重工業、東急車輛製造、帝國車輛工業、飯野重工業、近畿車輛、富士車輌で製作された。メーカーにより、上部ドーム・タンク受台・台枠枕梁の形状などに差異がある。タキ39999は当初より欠番である。
所有者は、日本石油、モービル石油、日本石油輸送、ジャパンエナジー、日本陸運産業、内外輸送、九州石油、三菱石油、ゼネラル石油、出光興産、ニヤクコーポレーション等である。
1979年（昭和54年）10月より化成品分類番号「燃32」（燃焼性の物質、引火性液体、危険性度合1（大））が標記された。

### タキ9800形

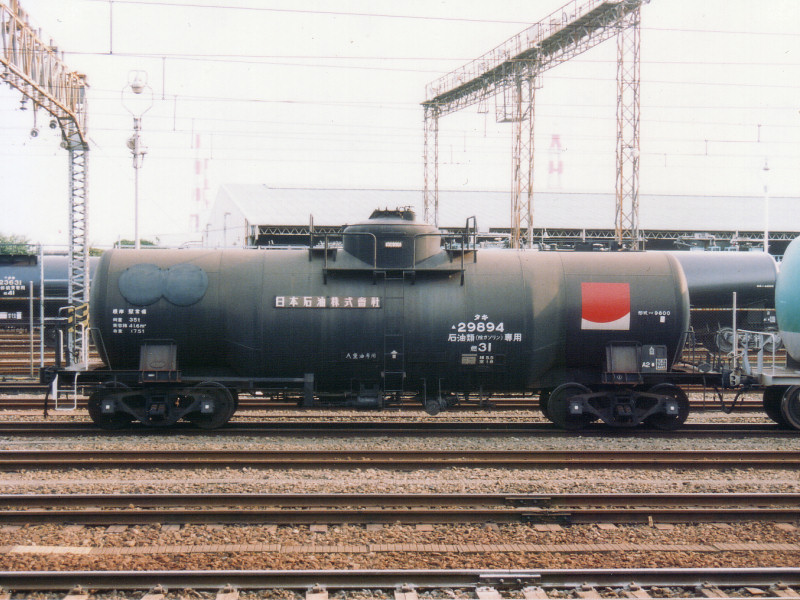
タキ9800形（根岸駅）

タキ1500形に次ぐ35 t 積の石油類（除ガソリン）専用タンク車で、ガソリン専用車タキ9900形に対応する形式と位置付けられる。
1962年9月3日から1966年12月3日にかけて496両（タキ9800 - タキ9899、タキ19800 - タキ19899、タキ29800 - タキ29899、タキ39800 - タキ39899、タキ49800 - タキ49895）が、日本車輌製造、三菱重工業、富士重工業、川崎車輛、東急車輛製造、日立製作所、新潟鐵工所で製作された。対抗形式は通称「10系タンク車」のタキ10000形、後継車種はタキ45000形である。
C重油など高比重・高粘度の油種を輸送するための車両で、タンク体はタキ9900形より短い。タンク端の鏡板には大型の点検蓋を設け、取卸時に積荷の流動性を確保するため、タンク内部には高圧蒸気を通す加熱管を装備する。後年、重油の輸送需要減少で発生した余剰車はタキ6450形・タキ42750形に改造された。特殊油種の少量輸送に対応する多室構造仕様車などの変型車も存在した。
所有者は、内外輸送、日本石油、日本石油輸送、三菱鉱業、モービル石油、九州石油、三菱石油、日本陸運産業、出光興産、ニヤクコーポレーションである。
1979年10月より化成品分類番号「燃31」（燃焼性の物質、引火性液体、危険性度合2（中））が標記された。

## 他形式への改造

### タキ42750形への改造

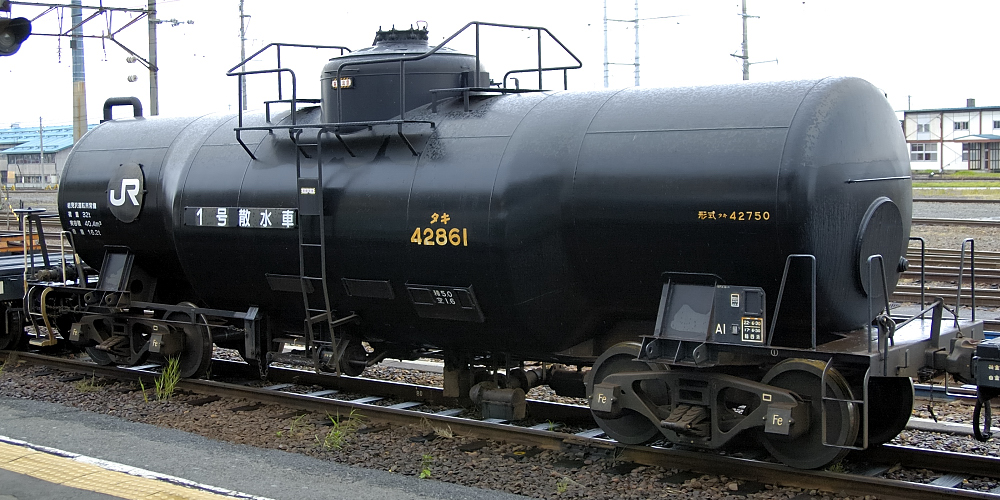
タキ42750形 JR北海道が散水車として使用する車両（岩見沢駅、2007年10月）

石油危機による重油需要急減により余剰となったタキ9800形の一部は加熱管と点検口を撤去し、32 t 積の石油類（除ガソリン）専用タンク車に改造されてタキ42750形となった。1981年（昭和56年）に145両（タキ42750 - タキ42894）が、日本車輌製造および秩父鉄道で改造製作された。改造後は軽油・灯油など比重の小さい油種専用とされ、荷重は 32 t に減少した。

所有者は、日本石油輸送である。

## 派生形式
本系列は荷重や引張力をタンク体で直接受ける構造であるため、タンク体の強度が低下すると車両としての使用ができなくなる。製作開始後にこの問題点が顕在化し、当座の対応として、車体強度確保に留意しつつ荷重 35 t を維持した車両が設計・製作された。

### タキ1600形（2代）
35 t 積クレオソート専用車で、1963年（昭和38年）12月14日に新潟鐵工所で1両（タキ1600）が製作された。
記号番号表記は特殊標記符号「コ」（全長 12m 以下）を前置し「コタキ」と標記する。
落成時の所有者は東日本タール製品工業所であり、橋本駅を常備駅とした。その後同社の倒産により1964年（昭和39年）4月30日に日本トレーディングへ、さらに6箇月後の同年10月26日には関東タール製品へと名義変更されると共に常備駅が鶴見川口駅へ変更された。
1976年（昭和51年）10月8日に、廃車となり形式消滅した。落成より13年と短命であった。

### タキ6450形
35 t 積ベンゾール専用車で、1967年（昭和42年）2月22日に日本車輌製造で2両（タキ6450・タキ6451）が製作され、1969年（昭和44年）6月21日に1両（タキ6452）がタキ39849（タキ9800形）から改造された。全車石油荷役が所有し、塩釜埠頭駅を常備駅とした。
記号番号表記は特殊標記符号「コ」（全長 12m 以下）を前置し「コタキ」と標記する。
1979年10月より化成品分類番号「燃31」（燃焼性の物質、引火性液体、危険性度合2（中））が標記された。
1986年（昭和61年）11月29日に全車一斉に廃車となり形式消滅した。

### タキ9550形

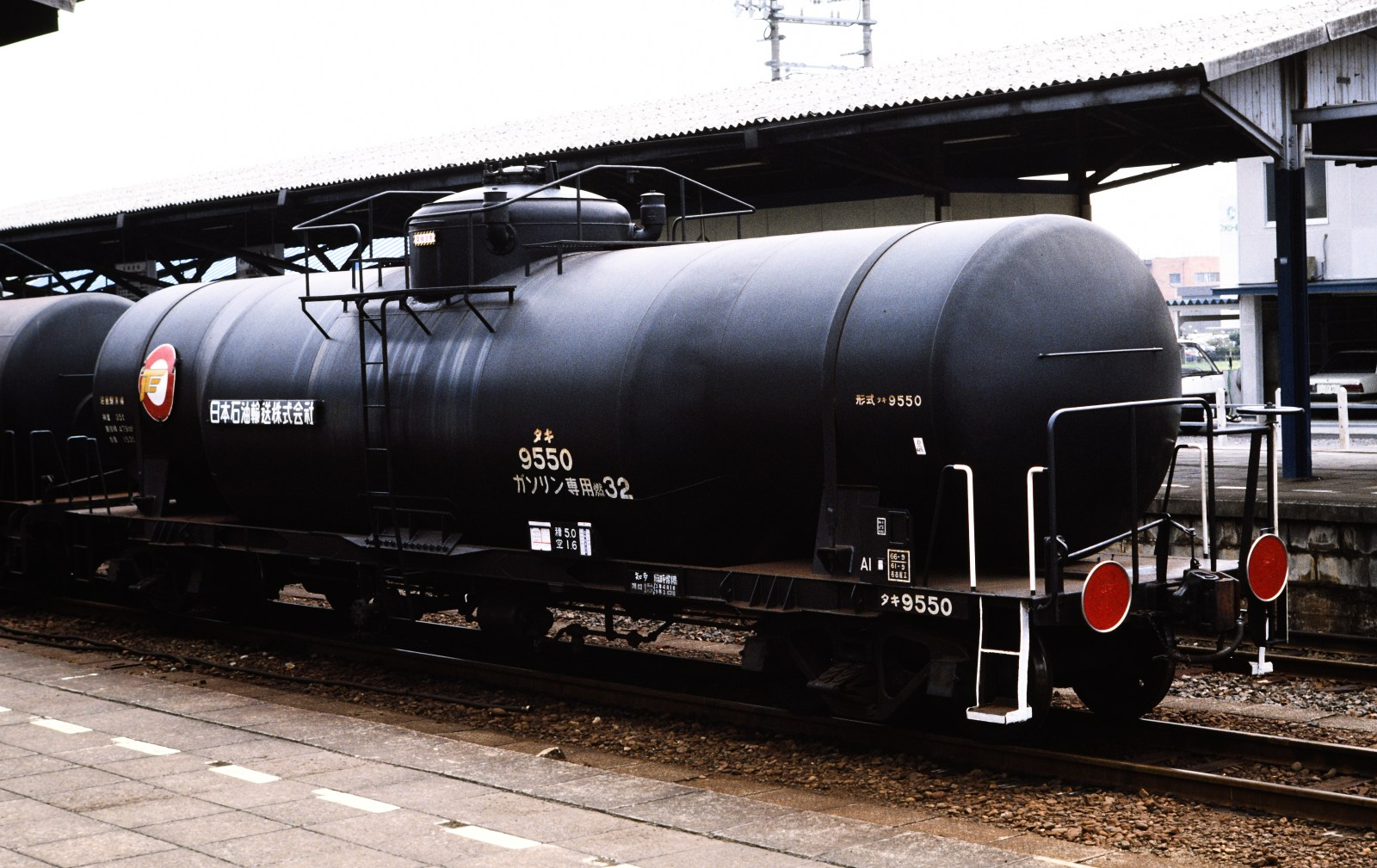
タキ9550形（美濃太田駅）

タキ9900形の改良型として、日本車輌製造本店（愛知県豊川市）が試作した35 t 積のガソリン専用車で、1966年6月10日に2両（タキ9550・タキ9551）が製作された。タンク体の外観はタキ9900形に酷似するが、台枠を持つ点が異なる。台車はTR41C。所有者は全車日本石油輸送であり、沼垂駅、扇町駅を常備駅とした。
1979年10月より化成品分類番号「燃32」（燃焼性の物質、引火性液体、危険性度合1（大））が標記された。
2007年（平成19年）10月に最後まで在籍した1両（タキ9551）が廃車となり同時に形式消滅となった。

### タキ9650形

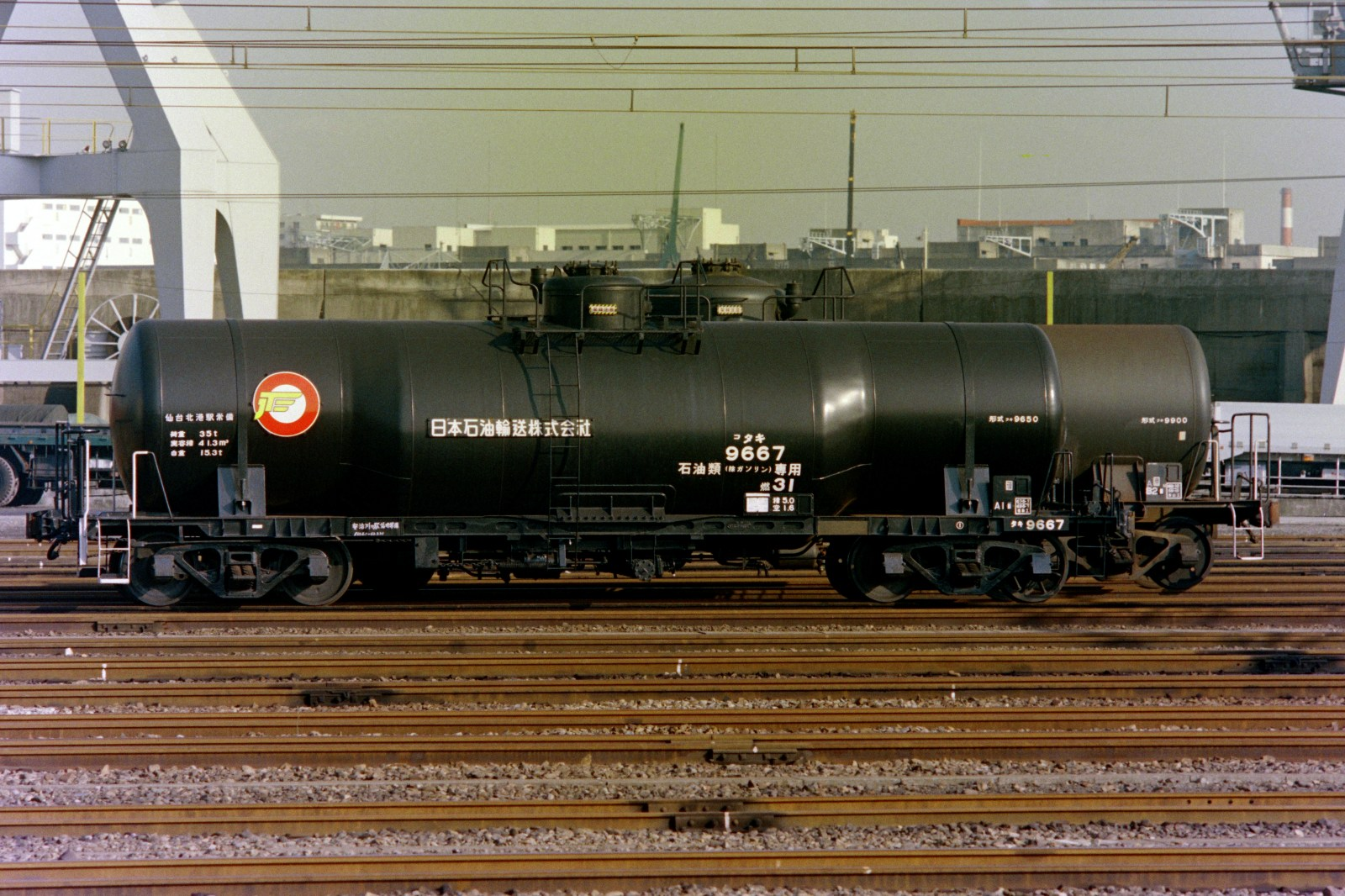
タキ9650形（安治川口駅）

1966年に、タキ9800形の改良型として、日本車輌製造支店（埼玉県蕨市）で試作した35 t 積の石油類（除ガソリン）専用車で、22両（タキ9650 - タキ9671）が製作された。外観はタキ9800形に類似するが、台枠を持つ点が異なる。
記号番号表記は特殊標記符号「コ」（全長 12 m 以下）を前置し「コタキ」と標記する。
1979年10月より化成品分類番号「燃31」（燃焼性の物質、引火性液体、危険性度合2（中））が標記された。
タンク体の外観はタキ9800形に酷似するが、タキ9550形と同様に台枠を持つ点が異なる。台車はTR41C。所有者は全車日本石油輸送であり、沼垂駅、仙台北港駅、柏崎駅等を常備駅とした。
2006年（平成18年）5月に最後まで在籍した1両（タキ9663）が廃車となり形式消滅した。

## 運用の変遷・現況
石油専用列車で運用されたほか、一般の貨物列車に併結され地方の小規模油槽所などへの運用も多数存在した。
近年まで、タキ3000形・タキ35000形とともに各地で使用されたが、1984年（昭和59年）2月ダイヤ改正で貨物列車の運行体系が拠点間直行方式に移行してからは専用列車への移行など輸送単位の大型化が進み、本系列を含む 30 t 車・35 t 車の淘汰が開始された。JR移行後はタキ43000形243000番台44t積車や45t積・95km/h走行可能なタキ1000形の新造投入、本形式の老朽化もあって急速に淘汰が進み、タキ42750形は2001年（平成13年）9月までに全車が除籍された。残った車両についても2008年（平成20年）4月までに廃車となり形式消滅した。
北海道旅客鉄道（JR北海道）では2000年（平成12年）にタキ9900形（タキ39961）・タキ42750形（タキ42861）各1両を購入・改造し、夏季のレール膨張対策のための散水車として使用した。車体下部の取卸口を遠隔操作で開閉可能な仕様に改造し、走行中に散水の開始・停止を容易に行える構造としている。2両とも2014年（平成26年）7月7日に廃車となった。